# 熱電発電

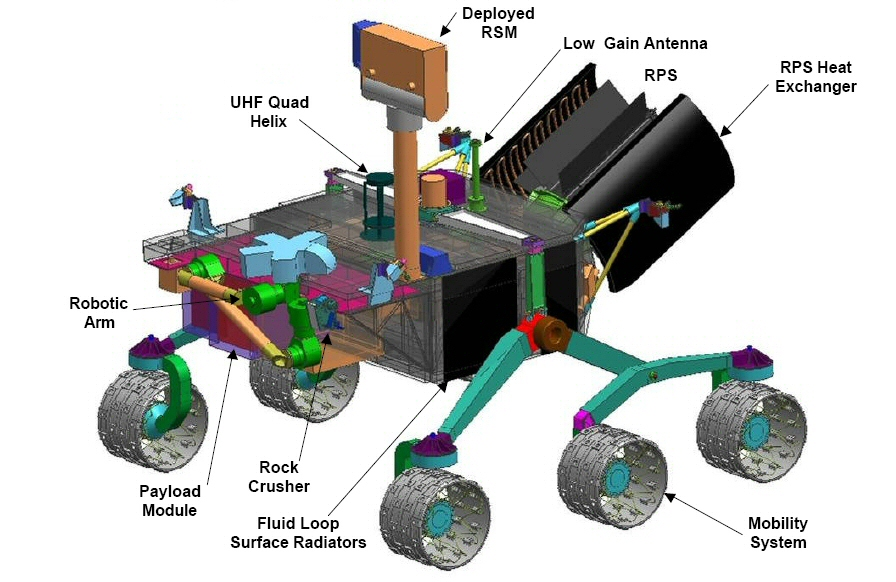
火星探査機キュリオシティの模式図。右側黒いユニットが熱電発電を利用した原子力電池

熱電発電（ねつでんはつでん、英語: thermoelectric generation）とは、広義にはゼーベック効果による熱電変換素子、アルカリ金属熱電装置（AMTEC）、熱電子発電装置（TIC）、PETE素子などの熱電素子をもちいて熱エネルギーを電力エネルギーに変換する発電法である。狭義にはこの内、ゼーベック効果による熱電素子を用いた発電を意味する。以下主に狭義の熱電発電について説明する。
熱電素子は可動部分が存在しないため、長寿命でかつ長期にわたって保守作業を必要としないという特長がある。これは人工衛星の電源として極めて重要な特性であるため、1960年代から米国と旧ソ連により宇宙探査衛星用電源目的のための研究が行われてきた。その結果、自発核分裂で生じたα線粒子の吸収によって発生する熱エネルギーを熱電素子によって電力に変換する原子力電池が実用化され、多くの人工衛星用電源として使用された。現在その用途の多くは太陽電池に置き換えられたが、太陽からの光エネルギーが少なく太陽電池が利用できない木星より外側を探査するパイオニア計画やボイジャー計画、火星で夜間も活動する火星探査機キュリオシティなどの衛星では現在でも使用されている。この人工衛星用に開発された原子力電池は送電線や他の機器を必要としないなどの利点から、かつて灯台など遠隔地での発電装置（放射性同位体熱電気転換器参照の事）として用いられた。また、赤軍パルチザンが焚き火を熱源として飯盒から無線通信機の電源をとった例や、家庭用では油灯の熱をラジオ用電源とした例もある。しかし、ディーゼルエンジンなどの発電機が故障も少なく安価で入手できるようになるとそれらの用途の熱電発電を置き換え、現在地上での用途は一部の軍用目的以外消滅した。
しかし、近年熱電発電は廃熱から電力エネルギーを直接回収できる環境に優しい技術として世界的に注目が集まり、日本では新エネルギー・産業技術総合開発機構（NEDO）の支援のもと、何度かのプロジェクトが組まれた。現在、これらの成果をもとに民生及び産業の分野から発生する工場や自動車の排熱、地熱や温泉の熱などの未利用熱エネルギーを電気エネルギーとして利用するための手段として研究開発が進められている。

## 原理
熱電発電はゼーベック効果（ペルティエ効果の逆作用）を利用し、接合点の一方を高熱源、他方を低熱源に接触させて電位差を生じさせて熱エネルギーを電気エネルギーに変換する発電法である。
二種類の導体の組み合わせとして、使用される温度範囲によって
1. 常温から500 Kまで：ビスマス・テルル系（Bi-Te系）
2. 常温から800 Kまで：鉛・テルル系（Pb-Te系）
3. 常温から1000 Kまで：シリコン・ゲルマニウム系（Si-Ge系）

などが使い分けられている。
これらは高温で酸化される、資源量が少ないなどの課題があるため、より資源量の多い物質や酸化物材料を用いた素子の研究も進められている。
また研究レベルでは酸化物材料や量子構造・超格子材料による熱電素子の研究開発が進められている。
尚、実際の発電では1個の熱電素子で得られる電圧が小さいため複数の熱電素子を電気的に直列につないで高電圧出力が得られるようにした熱電発電モジュールを用いる。

## 熱電素子の特色

### 熱電素子の利点
熱電素子の利点についてはNEDOの助成のもと平成14年度～平成18年度に行われた「高効率熱電変換システムの開発」の中間報告書にまとめられている。それによると
- 可動部が無いため長寿命で信頼性が高い。
- 付帯設備は不要で省スペース。
- 小型軽量な電源とすることができる。
- 素子の形状を自由設計できる。
- 熱源温度変動に対し応答が速い。
- 可動部がなく振動や雑音が発生しない。
- 小型でも大型設備と同じ変換効率が得られ、小型設備に有利。
- 高温、低温、大型、小型熱源などあらゆる熱源から電気を取り出すことが可能。
- 単位表面積あたりの発電量は太陽光発電の数倍から数十倍（熱電発電とアルカリ金属熱電発電（AMTEC）では約1 W/cm2 、熱電子発電では3 - 9 W/cm2 である。これは，太陽電池の0.01 W/cm2 よりも2桁以上も多い）[1]。

それ以外に
- 多くの場合廃熱を利用するため新規の熱源を必要としない[4]。
- 液化天然ガス、雪・氷などの冷熱源からも発電可能[4]。

等があげられている。

### 熱電素子の課題
熱電素子の課題は「高効率熱電変換システムの開発」の最終報告を受けた事後評価報告書に述べられている。それによると 
- 原理的にカルノーサイクルを使用する熱機関と比べ変換効率が低い（hi-z講演資料[8]の(1)、(2)式参照。この式から明らかな様に、ZT値（熱電変換素子の項参照）が無限大の時、熱電素子の変換効率はカルノーサイクルと同じとなるが、現在知られている熱電素子のZT値は1～2程度で、ZT = 2 としてもカルノーサイクルの1/4程度の変換効率しか得られない）。
- 使用材料の多くが金属、半導体なので（宇宙空間では問題とならない）高熱下、酸素や水蒸気等により酸化劣化する。
- 多くの熱電素子が資源が少ない原料を使用するため素子を多量生産できない。
- 用途・使用温度によって材料が異なる熱電素子やモジュールが必要で、量産効果を期待できない。

その他として
- 火力発電、原子力発電、ディーゼル発電など既存技術と競合するため、競合のない太陽電池や燃料電池と比べ不利である[1]。
- 1素子当たりの出力電圧が低いため、多数の直列結合が必要で、構造が複雑である。
- 出力電圧が温度差に比例して変動するため、電圧を一定とする補助電気回路が必須である。
- 各物質の組み合わせた素子ともZTの値が温度に依存する、このため使用温度により異なる熱電素子が必要となる。
- 熱源と熱電素子間での熱エネルギー損失が大きい[1]。

等があげられる。

## 用途
NEDO技術開発機構によると熱電発電の用途として熱源別に下記の物が挙げられている。

### 燃焼熱利用
1. 無線中継基地局電源
2. パイプライン腐食防止用電源
3. 軍用可搬型発電機（焚き火の熱利用）
4. 被災地緊急電源（焚き火の熱利用）
5. 携帯電話などの電源
6. ミニチュア発電器[10]

### 燃焼廃熱利用
1. 大型ディーゼル車排ガス発電[11]
2. コージェネレーションのディーゼル排ガス発電
3. 小型ゴミ焼却機の煙道発電
4. 室内空気循環装置（煙突利用）

### 機器廃熱利用
1. 工業炉／抵抗加熱式工業炉の廃熱発電
2. 変圧器の熱回収発電
3. プロジェクタ（光源の廃熱）、野球場の照明廃熱
4. コードレスファンヒーター廃熱
5. 風呂釜温度制御装置廃熱

### 体温利用
1. 熱電腕時計[12]
2. 心臓ペースメーカー用電源（かって原子力電池が使用された）

### 原子崩壊熱など
1. 原子力電池（主に木星外など太陽エネルギー少ない深宇宙用探査衛星の電力源）

### その他の用途
米国で熱電素子を製造しているHi-Z Tecnology Inc.は上記以外に次の用途を提案している。
- セメント工場、ガラス工場、精製工場、鋳物工場などの廃熱
- 太陽炉、ストーブ類、地熱や温泉熱、ソーラーポンドを熱源とする発電
- リモートセンサー用電源

更に、大阪産業大学は熱電発電を用いた電気自動車を開発した。

### 用途まとめ
MARUZEN物理学大辞典の熱電気の項には熱電発電の用途として「最良の物質でつくられたものであっても、熱電気系は、効率の低さとそれに伴う単位出力あたりの経費の高さという点で不利である。したがって、熱電気を用いた発電は、この不利な点よりも、サイズの小ささ、駆動部分がないことによる維持費の低さ、無音作動、軽量および長寿命などの利点の方が重要である場合に限って使われる」と総括している。これと熱電素子の特色の項であげた熱電素子の特色、課題から現在主に下記の用途に向けた開発が進められている。
1. 維持作業が困難、または不可能
人工衛星の電源
2. 温度が変動する熱源
ディーゼル自動車等のエンジン廃熱発電、窯業用電気炉
3. 小型・小規模な熱源
プロジェクタ光源の熱による発電
4. 低温度熱源温度
変圧器の廃熱、温泉熱発電[15]
5. 他手法とのハイブリッド化
太陽熱温水器との組み合わせ

## 経済性
熱電発電素子の価格目標は1 $/Wと言われている。一方2012年現在の価格は株式会社KELK製品で1250 円/W（1 $ = 80 円として約15.6 $）、アメリカHi-z社のHZ-20型熱電発電素子で6.6 $/Wである。これに関しHi-z社は200万個/年の生産量になれば0.74 $/Wまで下がると試算している。

## 温室効果ガス排出量とエネルギー収支

### 温室効果ガス排出量
2012年段階で宇宙・軍事目的以外の熱電発電の実用化実績が無いため温室効果ガス（GHG）排出量に関するデータは見られない。一般論として熱電発電の変換効率は火力発電などと比べ低いため、化石燃料を熱源とした場合の温室効果ガス排出量は火力発電よりかなり多いと考えられるが、熱電発電が目標とする用途の多くは廃熱を熱源とした発電であるため、発電段階で新たな温室効果ガスの排出は起こらないと予想される。

### エネルギー収支
2012年段階で熱電発電のエネルギーペイバックタイム（EPT）やエネルギー収支比（EPR）の見積に必要な実測データは得られていない。

## その他の熱電発電

### アルカリ金属熱電発電
アルカリ金属熱電発電（Alkali Metal Thermoelectric Conversion、AMTEC）は、イオン伝導性があるβ‐アルミナなどの固体電解質膜の両側にイオン（Na＋）の濃度差を与えて発電するセルである。両面に電極を取り付けたβ‐アルミナ板を真空密閉した二つの容器で挟み、高温側の容器に液体Naを入れて900 - 1300 Kに加熱し蒸発させ低温側は容器をNaガスが凝集する400 - 700 Kの温度とするとβ‐アルミナ板の高温側でNa原子がNaイオンと電子に解離し、イオンはβ‐アルミナ板を透過し低温側に移動する、ここで高温側と低温側の電極をつなぐと高温側から低温側に電子が流れ電力を得ることができる。電子は低温側でイオンと結合し、中性のNa原子となり、更にそれが冷やされて液体となる。この液化したNaは電磁ポンプで高温側容器に戻される。

### 熱電子発電
熱電子発電（Thermionic Conversion、TIC）は，高温度に加熱した電極からの熱電子放出を利用して熱エネルギーを電力に直接変換する方法である。1960年代から米国、旧ソ連で宇宙ステーション用の電源や人工衛星の電気推進用電源として研究開発が行われた。高温側熱源としては太陽炉や核燃料が用いられた。日本では東北大学や産業技術総合研究所で研究がなされた。東北大の研究では熱源として太陽炉を用い高温側温度1400～2000 K、低温側600～1000 K で作動したとき、出力電圧0.7 - 1 V、出力電流密度1 - 10 A/cm2、出力密度1 - 10 W/cm2 が報告されている。

### PETE
PETE (Photon Enhanced Thermionic Emission) は米国スタンフォード大学が開発した光電変換と熱電子発電を組み合わせた発電素子で光電効果と熱電子放出の相乗効果で理論上変換効率60 %が得られる。太陽熱発電の一種ディッシュ式太陽熱発電では放物曲面状の鏡を用いて、太陽光を鏡の焦点に集光しそこに設置したスターリングエンジンで発電する装置であるが、このスターリングエンジンの替わりにPETE素子を用いた発電する装置を開発中で、予備的な試算では45％の変換効率になるとの結果が得られた。